# Остров Петрова
Остров Петрова — остров к юго-западу от бухты Соколовской, в северной части Японского моря, у берегов Приморского края. Назван в честь офицера русского флота — Александра Ивановича Петрова. Входит в состав Лазовского государственного природного заповедника имени Л. Г. Капланова.

## География
Расстояние от Владивостока напрямую — 157 км, по дорогам общего пользования — 319 км, до материка — 700 метров, площадь — 32 га, наибольшая высота над уровнем моря — 113,7 м. Напротив острова находится бухта Петрова или «Поющего песка», как её называют местные жители. Своё название она получила из-за мелкого белого песка, который издаёт характерные свистящие звуки, когда по нему проходят. Там расположен кордон Лазовского заповедника.
С западной стороны, обращённой к берегу, остров Петрова довольно пологий. Зато его восточная сторона практически неприступна из-за высоких скал, достигающих нескольких десятков метров в высоту, на которых гнездится множество птиц: орлан-белохвост, уссурийский баклан, белопоясный стриж, очковый чистик, филин, ошейниковая совка и др. Две отдельно стоящие скалы у восточного побережья из-за своей формы в народе зовутся Дед и Баба.

## История
Остров Петрова был обитаем со времён неолита (около 8—3 тысячелетий до н. э.) вплоть до средневековья. Археологи утверждают, что в период заселения остров, скорее всего, был мысом.
Первое археологическое обследование было проведено в 1964 году отрядом ДВГУ под руководством А. П. Окладникова, Д. Л. Бродянского и других. Раскопки на острове проводились в 1965, 1966 и 1967 годах. Были полностью раскопаны 4 жилища, принадлежащие кроуновской культуре. В результате раскопок были выявлены следы литейного производства, собрана обширная коллекция археологического материала. В 1995 году по остаткам угля исследователями были получены радиоуглеродные даты из жилищ, которые определили, что на острове присутствуют две археологические культуры: кроуновская и янковская.
Последующие археологические исследования острова, проведенные специалистами Институт истории, археологии и этнографии народов Дальнего Востока в 2005 году, подтверждают выводы исследователей 60-х годов. На острове присутствуют следующие археологические объекты: каменный вал (8-10 вв н. э.), искусственные террасы, западины (остатки древних жилищ), остатки каменных построек. Найдены грузила, фрагменты и стенки сосудов с орнаментом и без орнамента, фрагмент сосуда, изготовленного на гончарном круге; из каменных артефактов: ретушированный нож из светлого вулканического туфа, кремнёвые отщепы. В заполнении одного жилища найдены кости крупных рыб: тихоокеанской трески, морского окуня, шлемоносного бычка и других. Характер фрагментов керамических изделий указывает на то, что на острове присутствовали поселения в различные культурно-хронологические периоды (от каменного века до раннего средневековья).
В 1860 году на винтовой шхуне «Восток» под командованием лейтенанта П. Л. Овсянникова подошёл к этим берегам руководитель научной экспедиции Василий Матвеевич Бабкин — русский гидрограф, исследователь побережья Приморского края. Экспедицией были открыты многие бухты, среди них и бухта Соколовская, в которой расположен остров Петрова. Остров получил имя Александра Ивановича Петрова. Петров в составе Амурской экспедиции под руководством Г. И. Невельского участвовал в исследовании Амура и Амурского лимана. Некоторое время исполнял обязанности заведующего Морским училищем в Николаевске-на-Амуре, в котором в то время обучался будущий адмирал Макаров.
Спустя 75 лет остров Петрова вошёл в состав Лазовского заповедника.

## Флора
В настоящее время для острова Петрова известно 396 видов сосудистых растений, относящихся к 273 родам из 90 семейств. На очень маленьком по площади острове сосредоточено более 30 % всех видов сосудистых растений, отмеченных в Лазовском заповеднике, среди них:
- Калопанакс семилопастный (Kalopanax septemlobus)
- Можжевельник твердый (Juniperus rigida)
- Пион обратнояйцевидный (Paeonia obovata)
- Тис остроконечный (Taxus cuspidata)
- Актини́дия о́страя (Actinídia argúta)
- Вишня Саржента, вишня сахалинская (Cerasus sargentii)
- Постенница слабая (Parietaria debilis)
- Глянцелистник Макино (Liparis makinoana Schlechter)
- Горноколосник Иваренге (Orostachys iwarenge)
- Астильба китайская (Astilbe chinensis)
- Селезеночник шероховатосемянный (Chrysosplenium pseudofauriei) и др.

Впервые для Приморья здесь был найден папоротник — Многоножка обыкновенная (Polypodium vulgare). Наибольший интерес посетителей вызывает островная тисовая роща, выросшая на остатках древнего городища.

## Экскурсии
Так как остров Петрова является заповедной территорией, посетить его можно только в составе организованной экскурсионной группы. Время проведения май-сентябрь.